# Ross Gelbspan
Ross Gelbspan est un journaliste, écrivain et environnementaliste américain né en 1939. Il est l'auteur de deux livres sur le réchauffement climatique : The Heat Is On (1997) et Boiling Point (2004). Le premier attire l'attention nationale lorsque le président Bill Clinton annonce à la presse qu'il est en train de le lire. Boiling Point fait l'objet de la revue principale des critiques littéraires du samedi du New York Times. Cette critique est écrite par l'ancien vice-président américain Al Gore. Depuis, Ross Gelbspan tient le site web heatisonline.org, qu'il met à jour quotidiennement.
Avant son implication dans la question du climat, Ross Gelbspan travaille en tant qu'éditeur et journaliste dans de nombreux journaux dont The Philadelphia Bulletin, The Washington Post ou The Boston Globe.
Depuis qu'il se penche sur la question du climat, Ross Gelbspan donne un grand nombre de conférences, d'interviews à la radio et à la télévision et publie de nombreux articles sur le sujet. Il contribue régulièrement au DeSmogBlog.
Il publie des articles d'opinion dans un certain nombre de grands journaux, ainsi que des articles dans plusieurs autres publications, notamment Harper's Magazine, The Atlantic, The American Prospect, Sierra Magazine ou The Nation. Il prend également la parole devant le Forum économique mondial et le Forum social de Boston. Ses entrevues dans les médias incluent, entre autres, des apparitions dans Nightline, All Things Considered, Talk of the Nation ou encore ABC World News.

## The Heat Is On
À propos de l'œuvre de Ross Gelbspan, The Heat Is On, Bill McKibben écrit : « Tant que vous n'avez pas lu ce livre, vous êtes mal outillé pour penser à l'avenir de la planète ». The New York Times Book Review déclare qu'« aucun autre journaliste n'a raconté l'histoire de manière aussi complète ni n'a exploré ses implications pour le bien-être humain aussi minutieusement que Gelbspan ». Cette citation est reprise sur la quatrième de couverture des rééditions de The Heat Is On.
L'un des thèmes principaux de The Heat Is On est le traitement de la question du changement climatique au Congrès des États-Unis dans les années 1990. Le troisième chapitre est intitulé Un livre brûlant du Congrès. Ross Gelbspan raconte les nombreuses audiences de la Chambre et du Sénat au cours desquelles des représentants républicains et des sénateurs se concentrent sur les scientifiques qui s'opposent au consensus scientifique sur le réchauffement planétaire, tels que Patrick Michaels, Fred Singer et Richard Lindzen.

## Œuvres et publications
- (en) Ross Gelbspan, Break-Ins, Death Threats and the FBI : The Covert War Against the Central America Movement, South End Press, 1991
- (en) Ross Gelbspan, « Should We Fear a Global Plague? Yes − Disease Is the Deadliest Threat of Rising Temperatures », The Washington Post,‎ 19 mars 1995
- (en) Ross Gelbspan, The Heat Is On : The Climate Crisis, the Cover-Up, the Prescription, Perseus Books Group, 1er septembre 1998 (ISBN 0-7382-0025-5)
- (en) Boiling Point : How Politicians, Big Oil and Coal, Journalists and Activists Are Fueling the Climate Crisis − And What We Can Do to Avert Disaster, Basic Books, 1er août 2004, 254 p. (ISBN 0-465-02761-X)